# Mecosaspis subvestita
Mecosaspis subvestita är en skalbaggsart. Mecosaspis subvestita ingår i släktet Mecosaspis och familjen långhorningar.

## Underarter
Arten delas in i följande underarter:
- M. s. subvestita
- M. s. centralis
- M. s. maynei
- M. s. stanleyi